# Croilia mossambica
Croilia mossambica är en fiskart som beskrevs av Smith, 1955. Croilia mossambica ingår i släktet Croilia och familjen smörbultsfiskar. IUCN kategoriserar arten globalt som livskraftig. Inga underarter finns listade i Catalogue of Life.